# コートニー・イートン
コートニー・イートン（Courtney Eaton、1996年1月6日 - ）は、オーストラリアのモデル、女優。
2015年の映画「マッドマックス 怒りのデス・ロード」でのフラジール役および2016年の映画「キング・オブ・エジプト」でのザヤ役で知られる。

## 生い立ち
西オーストラリア州バンバリーで生まれ、バンバリー・カテドラル・グラマースクールで学んだ。父親のスティーブン・イートンはITマネージャーで、イギリス系オーストラリア人であった。母親はニュージーランド人で、中国、マオリ、クック諸島の血を引く。

## 経歴
11歳で、ヴィヴィアンのモデル主任、クリスティーン・フォックスによって見いだされた。フォックスはイートンの父親の承認を得て契約し、16歳でイートンをモデルデビューさせることにした。モデルの訓練の一部としてマイルス・ポラードと舞台のワークショップに参加し、シドニーで「マッドマックス 怒りのデス・ロード」のオーディションを受けた。イモータン・ジョーの妻の一人、フラジール役に選ばれた。フラジールは「妻達の中で最も若い」と語った。
「キング・オブ・エジプト」で、奴隷の娘で主役（ブレントン・スウェイツ）に愛情を抱くザヤ役を演じた。
2016年5月、コメディ映画の「ステータス・アップデート」でロス・リンチと共演することが発表された。同作は翌月から撮影が開始された。

## 私生活
2015年3月現在、イートンロス・リンチと交際している。

## フィルモグラフィ

### 映画
| 年   | 題名                                                 | 役名                 | 吹替         |
| ---- | ---------------------------------------------------- | -------------------- | ------------ |
| 2015 | マッドマックス 怒りのデス・ロード Mad Max: Fury Road | フラジール           | (吹替版なし) |
| 2016 | キング・オブ・エジプト Gods of Egypt                 | ザヤ                 | (吹替版なし) |
| 2017 | 私とあなたのオープンな関係 Newness                   | ブレイク・ビーソン   | 北西純子     |
| 2018 | ステータス・アップデート Status Update               | シャーロット         | 高岡香       |
| 2019 | ライブリポート Line of Duty                          | エイヴァ・ブルックス | 潘めぐみ     |

## 参照
1. 1 2  Taylor, Ben (2015年5月6日). “5 Things about… Action Hero Courtney Eaton”. SWIDE Magazine.   SWIDE S.r.l.. 2015年7月31日時点のオリジナルよりアーカイブ。2015年7月31日閲覧。
2. ↑  Leonard, Anne-Maree (2012年8月8日). “Bunbury Teen Breaks into Hollywood”. Bunbury Mail (Bunbury, Western Australia) 2014年2月4日閲覧。
3. ↑  Bainger, Fleur (2012年8月5日). “Local teen is going full throttle”. Perth Now (Perth) 2015年6月1日閲覧。
4. ↑  Ongley, Hannah (2013年9月30日). “One to Watch: Mad Max Star Courtney Eaton Models Swimwear for Tigerlily”. The Fashion Spot 2015年6月1日閲覧。
5. ↑  Bainger, Fleur (2012年8月5日). “Local teen is going full throttle”. Perth Now (Perth) 2015年6月1日閲覧。
6. ↑  Kit, Borys (2013年12月12日). “'Fury Road' Actress Lands Female Lead in Summit's 'Gods of Egypt'”. The Hollywood Reporter 2014年2月4日閲覧。
7. ↑  Pamela McClintock (2016年5月2日). “Cannes: Disney Channel Stars Ross Lynch, Olivia Holt Cast in 'Status Update'”.  The Hollywood Reporter. 2016年7月4日閲覧。
8. ↑  Frank, Julia (2016年1月19日). “'Courtney Eaton: from Perth to co-starring with Hollywood royalty and dating a Disney star'”. Vogue Magazine Australia 2016年2月20日閲覧。